# Sconfitta di St. Clair
La battaglia del Wabash o battaglia del fiume Wabash (anche sconfitta di St. Clair) fu combattuta il 4 novembre 1791 - durante la presidenza di George Washington - nel Territorio del nord-ovest tra Stati Uniti d'America e la Confederazione Occidentale di nativi americani nel corso della guerra indiana del Nord-Ovest. Fu una grande vittoria indiana, la peggiore sconfitta subita dallo United States Army per mano dei nativi americani.
I nativi americani erano guidati da Piccola Tartaruga dei Miami, Giacca Blu degli Shawnee e Buckongahelas dei Delaware (Lenape). Erano composti da oltre 1 000 guerrieri compresi numerosi Potawatomi del Michigan orientale e del Saint Joseph. I circa 1 000 statunitensi che si trovarono di fronte erano comandati dal generale Arthur St. Clair. La confederazione indiana riportò un'incredibile vittoria. In termini di proporzione tra forze in campo e perdite fu una delle peggiori sconfitte subite dagli Stati Uniti d'America in battaglia; dei 1 000 soldati che St. Clair portò in battaglia solo 48 ne uscirono illesi. In seguito il presidente George Washington obbligò St. Clair a dare le dimissioni ed il Congresso avviò la prima indagine dell'esecutivo.

## Contesto storico
Il trattato di Parigi che aveva posto fine alla guerra d'indipendenza americana (una guerra in cui i nativi erano alleati dei britannici e furono trattati da potenza sconfitta) riconosceva agli Stati Uniti d'America la sovranità sulle terre ad est del Mississippi ed a sud dei Grandi Laghi. Le tribù indiane del Territorio del nord-ovest, però, non parteciparono al trattato e molti di loro, soprattutto i capi come Piccola Tartaruga e Giacca Blu, si rifiutarono di riconoscere le pretese statunitensi sulle terre a nordovest dell'Ohio. Nella seconda metà degli anni 1780 i coloni bianchi del Kentucky ed i viaggiatori che attraversarono il fiume subirono 1 500 morti a causa delle ostilità, provvedendo spesso a vendicarsi. A causa delle continue violenze il presidente Washington ed il Segretario alla Guerra Henry Knox decisero di usare l'esercito per sottomettere i Miami.
Un gruppo di 1 453 uomini (320 regolari del Primo reggimento americano e 1 133 milizie) guidato dal generale di brigata Josiah Harmar partì verso nord da Fort Washington sull'Ohio alle 10:00 del 7 ottobre 1790. Il 22 ottobre nei pressi di Fort Wayne Harmar usò solo 400 dei suoi uomini con il colonnello John Hardin per attaccare circa 1 100 indiani. Quando un messaggero informò Harmar (che si dice essere stato ubriaco) del numero del nemico, per paura si rifiutò di andare in aiuto di Hardin. Avendo fornito al colonnello Hardin altri 800-900 uomini i nativi avrebbe dovuto essere sconfitti. Invece Harmar dispose il gruppo a quadrato e non si mosse. Hardin,in attesa di rinforzi, combatté per tre ore prima di tornare all'accampamento dove Harmar ordinò la ritirata a Fort Washington.
Almeno 129 soldati di Hardin (14 ufficiali e 115 soldati) furono uccisi in combattimento mentre 94 furono feriti, per un totale di 223 perdite. Le stime delle perdite totali per i nativi vanno dai 120 ai 150. Il presidente George Washington ordinò al generale Arthur St. Clair, che fungeva sia da governatore del Territorio del nord-ovest che da maggior generale dell'esercito, di effettuare un'operazione più vigorosa nell'estate del 1791. Il Congresso approvò il reclutamento di un secondo reggimento per sei mesi, ma in seguito ne ridusse la paga. Il 1º reggimento, demoralizzato, si ridusse ben presto a soli 299 soldati, mentre il 2° riuscì a reclutare solo la metà dei soldati necessari. St. Clair fu obbligato ad aumentare il proprio esercito reclutando milizie in Kentucky e cinque battaglioni impegnati per sei mesi.

## La campagna

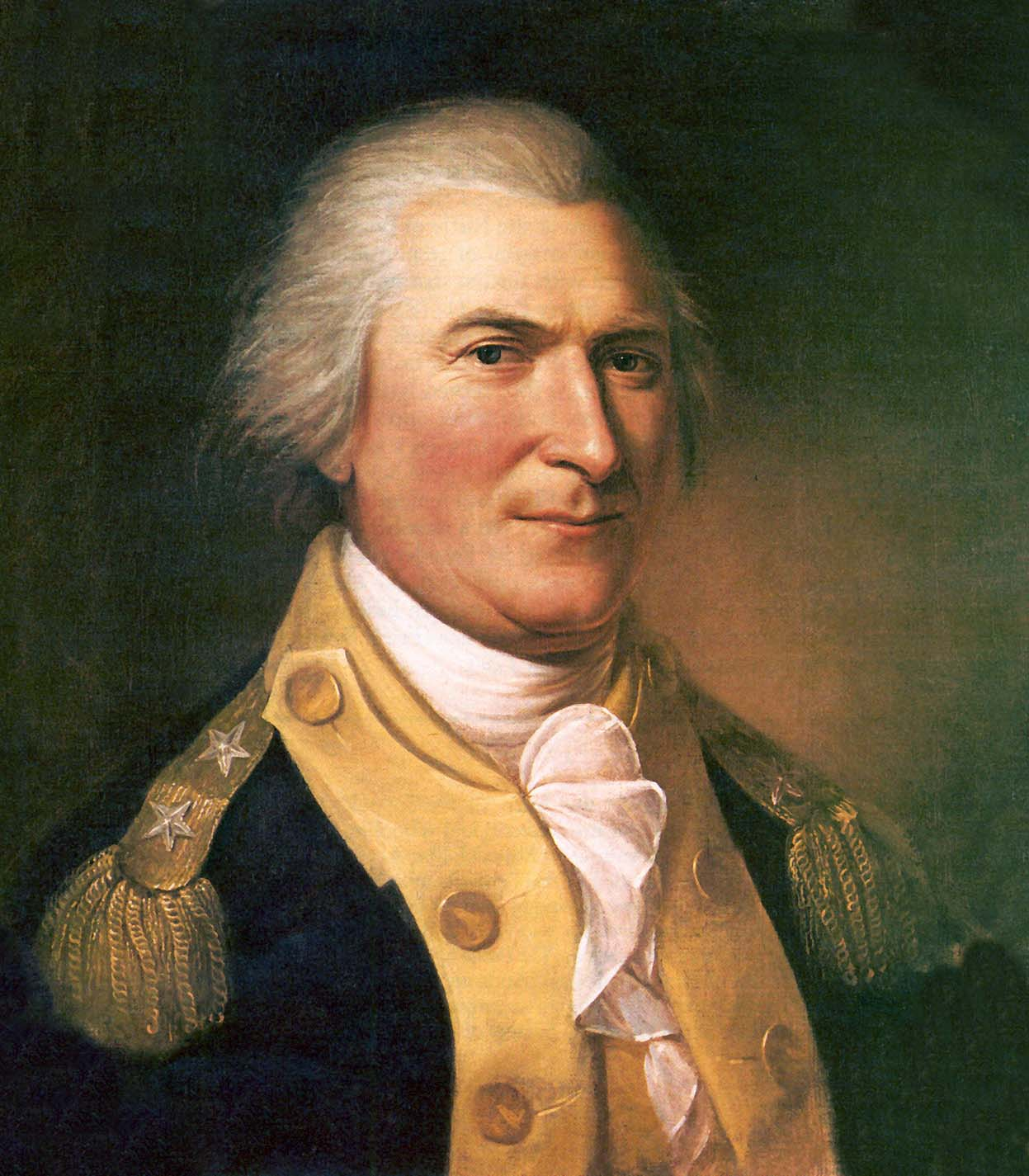
Nel 1791 Arthur St. Clair guidò una spedizione contro una confederazione di nativi (Miami e Shawnee)

Nonostante Washington fu inflessibile nell'ordinare a St. Clair di dirigersi a nord nei mesi estivi, vari problemi logistici e di rifornimento ne rallentarono i preparativi a Fort Washington (attuale Cincinnati). Le nuove reclute non erano state addestrate e disciplinate, le scorte di cibo scarse ed i cavalli, pochi, erano di bassa qualità. La spedizione non riuscì a partire prima dell'ottobre del 1791. Costruendo postazioni di rifornimento durante l'avanzata, l'obiettivo dell'esercito era la città di Kekionga, capitale dei Miami nei pressi dell'odierna Fort Wayne in Indiana.
L'esercito guidato da St. Clair era composto da 600 regolari, 800 coscritti di sei mesi e 600 milizie al suo culmine, per un totale di circa 2 000 uomini. Vi furono delle diserzioni e quando finalmente la spedizione giunse al punto finale la forza si era ridotta a circa 1 486 uomini e 200-250 persone che seguivano l'esercito (mogli, figli, lavandaie e prostitute). L'avanzata era lenta e vi furono gravi problemi disciplinari. St. Clair, sofferente di gotta, aveva difficoltà a mantenere l'ordine, soprattutto tra le milizie e le nuove leve. Il gruppo era costantemente attaccato da piccoli gruppi di nativi.
La sera del 2 novembre, a causa di diserzioni e malattie, gli uomini di St. Clair erano diventati circa 1 120, compresi coloro che seguivano l'esercito. Vi erano 52 ufficiali e 868 soldati e milizie. L'esercito si accampò in un prato rialzato, ma non costruì opere difensive nonostante fossero stati visti indiani nella foresta. Mentre l'esercito di St. Clair continuava a perdere soldati, la Confederazione Occidentale cresceva ogni giorno. Buckongahelas comandava 480 uomini, altri 700 erano di Piccola Tartaruga e Giacca Blu, per un totale di oltre 1 000 guerrieri compresi numerosi Potawatomi del Michigan orientale e del Saint Joseph.

### Battaglia
All'alba del 4 novembre gli uomini di St. Clair erano accampati nei pressi dell'attuale Fort Recovery nell'Ohio, vicino alle sorgenti del Wabash. Un gruppo di circa 1,400 guerrieri indiani guidati da Piccola Tartaruga e Giacca Blu attese nel bosco che i bianchi deponessero le armi per dedicarsi alla colazione. I nativi colpirono velocemente prendendo di sorpresa gli statunitensi e assumendo rapidamente il controllo del campo.
Piccola Tartaruga portò il primo attacco alla milizia che fuggì oltre il fiume Wabash senza le proprie  armi. I regolari imbracciarono i moschetti, formarono linee di battaglia e spararono raffiche contro gli indiani obbligandoli a ritirarsi. Piccola Tartaruga rispose colpendo ai fianchi i regolari e bloccandoli. Nel frattempo l'artiglieria di St. Clair, che era stata disposta su una vicina porzione elevata di terreno accidentato, si stava mettendo in posizione quando i cannonieri furono uccisi dal micidiale fuoco dei marksmen indiani, ed i pochi sopravvissuti furono obbligati a disabilitare i propri cannoni per impedire che potessero essere utilizzati dagli attaccanti.
Il colonnello William Darke ordinò al suo battaglione di inastare le baionette e caricare gli indiani. Il gruppo di Piccola Tartaruga si ritirò nel bosco, accerchiò il battaglione di Darke e lo distrusse. La medesima carica con le baionette fu provata molte volte con lo stesso risultato ed alla fine gli statunitensi collassarono. A St. Clair furono uccisi tre cavalli mentre li cavalcava cercando invano di incitare i propri uomini.
Dopo tre ore di combattimento St. Clair richiamò gli ufficiali rimasti e messo di fronte all'annichilimento totale decise di tentare un'ultima carica con le baionette per rompere la linea indiana e fuggire. Rifornimenti e feriti furono lasciati sul campo. L'esercito di Piccola Tartaruga permise agli americani di passare, e questi si diressero di gran fretta a Fort Jefferson. Furono inseguiti dagli indiani per circa 3 miglia prima che i nativi tornassero all'accampamento per saccheggiare quanto lasciato dagli americani. Non si conosce con esattezza il numero di morti e feriti, ma si disse che i roghi proseguirono per molti giorni.
La percentuale di perdite fu la più alta mai patita dallo United States Army, e tra loro vi fu il secondo in comando di St. Clair. Dei 52 ufficiali impegnati 39 furono uccisi e 7 feriti. Circa l'88% degli ufficiali patì delle conseguenze. Dopo due ore St. Clair ordinò la ritirata, che poco dopo si trasformò in rotta. "Fu, in effetti, una fuga" scrisse St. Clair pochi giorni dopo in una lettera indirizzata al Segretario alla Guerra. La percentuale di caduti statunitensi tra i soldati fu del 97,4%, 632 su 920 morti (69%) e 264 feriti. Quasi tutte le 200 persone che seguivano l'esercito furono massacrate, per un totale di 832 morti. Circa un quarto dell'intero esercito fu spazzato via. Solo 24 dei 920 ufficiali e soldati impegnati tornarono illesi. I caduti indiani furono circa 61, con almeno 21 morti.
Il numero di soldati uccisi in questo scontro fu oltre tre volte maggiore di quanti i Sioux avrebbero ucciso 85 anni dopo durante l'ultima difesa di Custer a Little Big Horn. Il giorno dopo i resti della forza giunsero nel più vicino avamposto statunitense, Fort Jefferson, e da qui fecero ritorno a Fort Washington.

## Conseguenze
Il presidente Washington stava cenando con ospiti a Filadelfia quando fu chiamato da tavola e fu informato del disastro. Washington tornò e finì la cena, per poi scaricare tutta la sua rabbia quando gli ospiti furono partiti. Nel gennaio 1792 St. Clair giunse a Filadelfia per stendere un rapporto sull'accaduto. Incolpando il quartiermastro ed il Dipartimento della Guerra, il generale chiese una corte marziale per poter organizzare le proprie dimissioni dopo aver dimostrato in tribunale le proprie ragioni. Washington gli negò la corte marziale e lo obbligò a dare immediatamente le dimissioni.
La Camera dei rappresentanti, nel frattempo, iniziò ad investigare il disastro. Fu la prima investigazione che il Congresso fece, nonché la prima investigazione dell'esecutivo, ed il comitato della Camera chiese documenti al Dipartimento della Guerra. Knox portò il problema all'attenzione di Washington e a causa della separazione dei poteri coinvolti il presidente convocò un incontro dei suoi capi dipartimento (Knox, il Segretario di Stato Thomas Jefferson, il Segretario al tesoro Alexander Hamilton e il Procuratore generale Edmund Randolph). Fu uno dei primi incontri di tutti questi ufficiali e può essere considerato l'atto di nascita del Gabinetto degli Stati Uniti d'America.
In questo ed in successivi incontri il presidente ed i suoi consiglieri stabilirono, in teoria, il concetto che il ramo esecutivo avrebbe potuto rifiutarsi di divulgare carte che era necessario tenere segrete e che in ogni caso non fornisse gli originali. Fu il primo caso in assoluto di privilegio esecutivo, che divenne in seguito un problema di separazione dei poteri, come avverrà nel processo per tradimento di Aaron Burr, nel Watergate, nell'Irangate e nell'impeachment del presidente Bill Clinton. Alla fine Washington autorizzò la consegna delle copie chieste dal comitato.
Il resoconto conclusivo del comitato difese fortemente St. Clair, riconoscendo che Knox, il quartiermastro generale Samuel Hodgdon ed altri ufficiali del Dipartimento della Guerra avevano lavorato male nel reclutamento, nell'equipaggiamento e nei rifornimenti per la spedizione St. Clair. In ogni caso il Congresso rifiutò di accettare il risultato del comitato e non emise un resoconto finale. St. Clair espresse disappunto per il fatto che la sua reputazione non fosse stata ufficialmente ripulita. 
Nel marzo 1792 il Congresso approvò la richiesta di aumentare i reggimenti. A maggio approvò il Militia Acts del 1792 dando potere al presidente di reclutare milizie. Il presidente Washington avrebbe utilizzato la propria autorità durante la Whiskey Rebellion del 1794. Sempre nel 1794 la Legione degli Stati Uniti d'America del maggior generale "Mad Anthony" Wayne costruì Fort Recovery nel punto in cui St. Clair fu sconfitto. Dopo la vittoria della Legione nell'agosto 1794 nella battaglia di Fallen Timbers, il trattato di Greenville del 1795 pose fine alla guerra indiana del Nord-Ovest.

## Cultura di massa
Una ballata popolare intitolata "St. Clair's Defeat" (o "Sinclair's Defeat") fu pubblicata nel XIX secolo. Fu registrata da Bob Gibson e Hamilton Camp nell'album del 1960 intitolato Gibson & Camp at the Gate of Horn. Fu incisa anche come "St. Claire's Defeat" dal gruppo folk revival dei Modern Folk Quartet nel 1964 e dagli Apollo's Fire nel 2004.